# Włodzimierz Gołaszewski
Włodzimierz Gołaszewski (ur. 10 stycznia 1951 w Łodzi) – reżyser filmowy, teatralny, aktor, producent teatralny i filmowy, pisarz i dziennikarz, dyrektor i współzałożyciel wraz z żoną Barbarą Gołaszewską Teatru GO w Warszawie.
W 1975 ukończył studia na wydziale aktorskim Państwowej Wyższej Szkoły Filmowej, Telewizyjnej i Teatralnej w Łodzi.
Edukację kontynuował na stypendiach reżyserskich w RFN (1987) i Szwecji (1990). Jest autorem wielu filmów dokumentalnych i kilku fabularnych, a także reżyserem ponad 40 spektakli teatralnych, widowisk telewizyjnych i teledysków muzyki poważnej. W latach 1996–2015 prowadził studio aktorskie przy Teatrze GO, w ramach którego zrealizował kilkanaście spektakli.
Jest autorem kilkudziesięciu publikacji prasowych, wierszy, tekstów piosenek, tekstów kabaretowych, różnych form dramatycznych i książki „Traperzy kościoła”. Oprócz tego prowadzi wykłady, prezentacje,  warsztaty i przedstawienia sztuki performance w Niemczech, Szwajcarii, Szwecji i Algierii. We współpracy z Instytutem Fizyki Plazmy i Laserowej Mikrosyntezy prowadzi warsztaty naukowo-artystyczne dla młodzieży licealnej „Stany Skupienia” i realizuje inne formy łączące naukę i sztukę. 
Jest prezesem Fundacji Proscenium.

## Nagrody
- Stadtkuenstler Wilhelmshaven 1987
- Najlepszy film dokumentalny – XXI Festiwal „Ludzie i morze” Gdynia 1998
- Kryształowe Koziołki – Festiwal filmów dla dzieci i młodzieży Poznań 1992
- Nagroda m. st. Warszawy i I Nagroda OCIC – Niepokalanów 1994
- Certificate of Recognition Fundacji SHOAH Stevena Spielberga  2000
- Nagroda Ministerstwa Kultury za Edukację teatralną 2001

## Filmografia
Reżyser, scenarzysta, producent
- „Nie zabijesz wiatru” dokument – scenariusz i reżyseria
- „Gdzie szukać szczęścia” telewizja – reżyseria
- „Dłużnicy śmierci” fabuła – reżyseria
- 'Vor bote” dokument – reżyseria, scenariusz, zdjęcia /Niemcy/
- „Sprachheilzentrum” dokument – reżyseria, scenariusz, zdjęcia /Niemcy/
- „Mueller, Marxfeld” dokument – reżyseria, scenariusz, zdjęcia /Niemcy/
- „Nordseestadt Wilhelmshaven” dokument – reżyseria, scenariusz, zdjęcia /Niemcy/
- „Moje Wilno” dokument – reżyseria, scenariusz
- „Mój Lwów” dokument – reżyseria, scenariusz
- „Mój Izkor” dokument fabularyzowany – reżyseria, scenariusz
- „Mazurska symfonia” dokument fabularyzowany – reżyseria, scenariusz
- „Szwedzi w Warszawie” fabuła – reżyseria, scenariusz
- „Na ziemi nie obiecanej” dokument – reżyseria, producent
- „Forty Warszawy” cykl 3 filmów dokumentalnych – reżyseria, scenariusz, producent
- „Bajki La Fontaine’a” 15 odcinków telewizyjnych – reżyseria, producent
- „Polski Kodeks Honorowy” 8 odcinków telewizyjnych – reżyseria, scenariusz, producent
- „Misjonarze” cykl 11 filmów dokumentalnych – reżyseria, scenariusz, producent
- „Wizja lokalna – nie powinno nas być wśród żywych” dokument – reż. scen. prod.
- „Sztuka w niewoli – świat Józefa Szajny” dokument – reżyseria, scenariusz, producent
- „Ostatni rozkaz” dokument – reżyseria, scenariusz, producent
- „Zostanie tu moje serce” dokument – reżyseria, scenariusz, producent
- „Szabla polska” dokument – reżyseria, scenariusz, producent
- „Magik” dokument – reżyseria, scenariusz, producent
- „Czarne chmury nad aktorem” dokument – reżyseria, scenariusz, producent
- „Habdank” dokument – reżyseria, scenariusz, producent

Aktor
- 1976: Dagny − świadek śmierci Koraba-Brzozowskiego
- 1977: Indeks − student
- 1979: Ród Gąsieniców − Andrusikiewicz (odc. 2)
- 1981: Białe tango − Wiesiek (odc. 1)
- 1983: Alternatywy 4 − kochanek Winnickiej (odc. 4)
- 1985: Mrzonka − dziennikarz Dziennika TV
- 1985: Dłużnicy śmierci − „Grom”
- 1988: Romeo i Julia z Saskiej Kępy − Michał, malarz przy Barbakanie
- 1991: Szwedzi w Warszawie − pułkownik Rawicz
- 1997–2011: Klan − ekolog i dziennikarz Boreczko
- 2003–2011: Na Wspólnej − profesor Herman
- 2005–2010: Samo życie − 2 role: Przybyłowicz, urzędnik w Ministerstwie Edukacji Narodowej (odcinek: 634); redaktor naczelny gazety „Głos Stolicy” (odc. 1505)
- 2005: Kryminalni − marszand (odc. 33)
- 2008: Barwy szczęścia − lekarz (odc. 93 i 94)
- 2012–2013: Prawo Agaty − sędzia Domański (odc. 9 i 31)